# زجزاج (فلم)
زجزاج (أي المتعرج) هو فيلم مصري أُنتج عام 2014.
يدور الفيلم في إطارٍ اجتماعي حيث يتحدث عن أربع فتيات يمثلن نماذج مختلفة من المجتمع المصري، كلٌ منهن لها حكايتها الشخصية وقصة حبها وارتباطها وعملها ومشاكلها اليومية والإحباطات التي تواجهها، وتعمل الفتيات في (ديسكو 5 نجوم)، وهذا لا يعني بالضرورة أنهن يعشن حياةً منفلتة، بل يعشن حياة عادية وسط أسرهن المتوسطة البسيطة، وهذا العمل يوفر لهن ولأسرهن البسيطة احتياجاتهن الأساسية.

## بطولة
| - محمد نجاتي:رامي - ميرنا المهندس:رباب - ريم البارودي:ريم - ياسمين كساب :ايمان - عمرو محمود ياسين:وليد - ماهر ماهر:ياسر - شفق:مريم | - محمد عاطف:امير - عصام شاهين - صبري عبد المنعم - سلوى محمد علي:مدام سوسن - شيما الحاج:سالي - عايدة رياض:سناء | - سعيد طرابيك:رزق - إحسان الترك - صبحي خليل - نهاد نزيه - أسماء محفوظ:طفلة - يوسف أسامة:طفل | - عمر أسامة:طفل - خالد النجدي - عمرو منصور:طفل - أحمد كاني - خلود الباشا - لبنى عبد العزيز | - عمر حسن يوسف - إنعام الجريتلي - هايدي سليم - إيهاب النحاس - ناديه عبد الحميد - أسامة أسعد |

## وصلات خارجية
- مقالات تستعمل روابط فنية بلا صلة مع ويكي بيانات